# Pertti Pekkanen
Pertti Väinö Juhani Pekkanen, född 17 oktober 1944 i Helsingfors, är en finländsk dirigent. 
Pekkanen var musikelev vid musikkåren i Tavastehus, blev militärmusiker i Helsingfors och arméns mästare i flöjtspel 1966. Han var ledare för Helsingfors garnisons musikkår 1970–1974; studier vid Sibelius-Akademins kapellmästarklass (slutexamen 1972), fortsatta studier i Wien (under Hans Swarowsky). Han var dirigent för stadsorkestrarna i Åbo 1974–1986, Kuopio 1989–1991, Vasa 1994–1999 och Villmanstrand 1994–1999, dessutom många uppdrag vid Finlands nationalopera och Operafestspelen i Nyslott samt gästdirigent i en rad europeiska länder. Till Pekkanens favoritrepertoar hör de franska impressionisterna och verk av Ralph Vaughan Williams.